# Акшейх Меркез Джамі
Акшейх Меркез Джамі (крим. Aqşeyh Merkez Cami) — мечеть у місті Акшейх (Роздольне) Перекопського району, Автономна Республіка Крим.
Pнаходиться на розі вулиць Космонавтів та Миру.
Режим роботи згідно з графіком намазів, в наявності є приміщення для омивання.